# Langtang

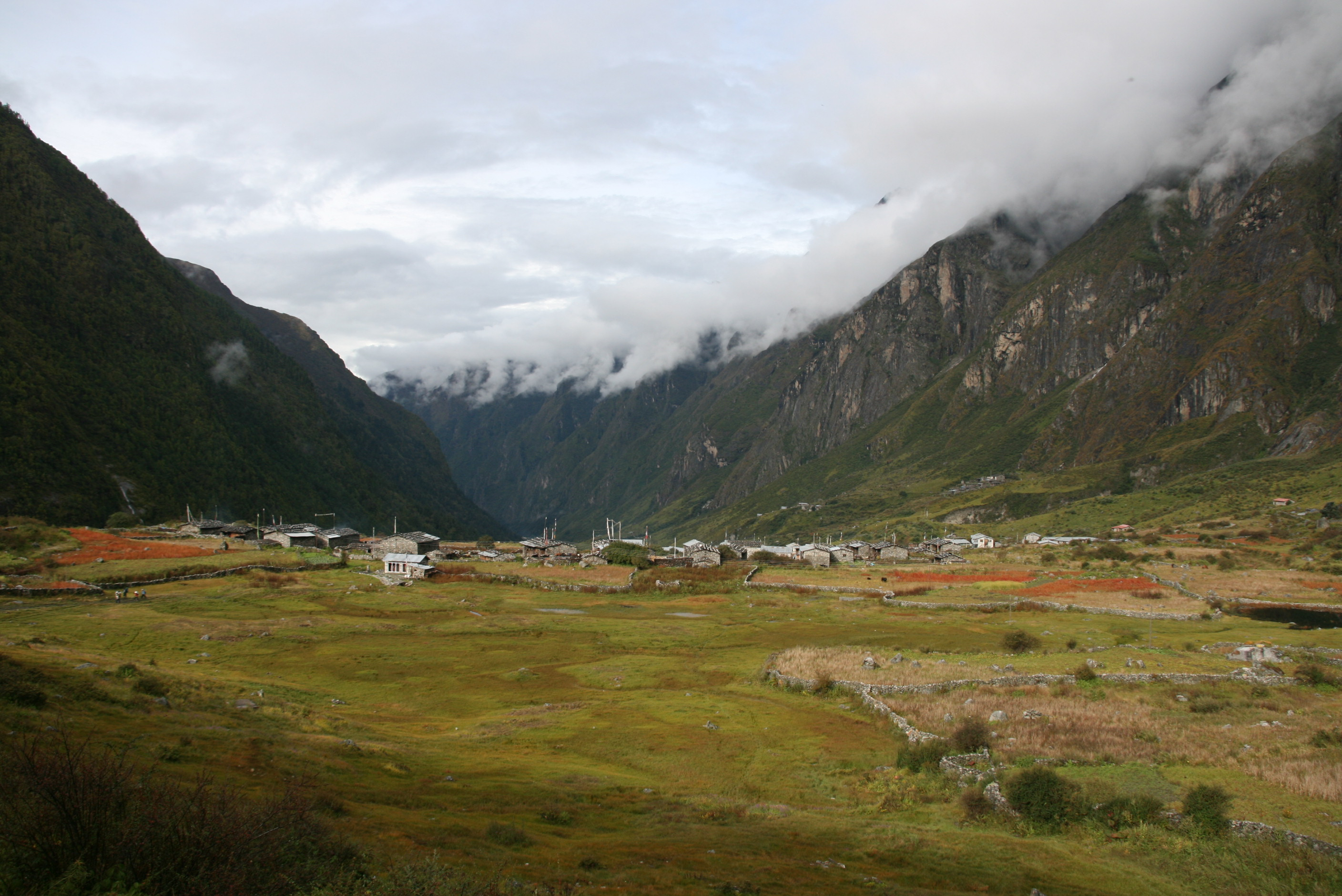
Làng Lantang

Langtang là một khu vực và là Vườn quốc gia của Nepal, nằm ở phía bắc Kathmandu, giáp giới Tây Tạng ở khoảng 28o13'12" độ vĩ bắc, 85o34'48" độ kinh đông, có diện tích khoảng 1.710 km². Langtang có nhiều ngọn núi cao, trong đó có ngọn Langtang Lirung cao 7.246m.
Khu vực này có nhiều loại khí hậu khác nhau, từ khí hậu cận nhiệt đới tới khí hậu miền núi. Khoảng 25% diện tích khu vực này là rừng với nhiều loại cây khác nhau như cây sồi, cây thích, cây đỗ quyên và các cây thường xanh như cây thông, cây tùng vv...Về động vật có nhiều loại khác nhau như Gấu đen châu Á, sơn dương Himalaya, khỉ Rhesus và Gấu trúc đỏ. Cũng có cả những chuyện về người tuyết (Yeti).Có khoảng 4.500 dân sống trong khu vực này, phần lớn là người dân tộc Tamang. Các cư dân sống chủ yếu bằng nghề đốn gỗ và củi rừng.
Khu vực này có hồ Gosainkunda, hồ thiêng của đạo Hindu (Ấn Độ giáo). Các tín đồ Hindu tới đây hành hương vào khoảng tháng 8 hàng năm. Ngoài ra ở đây cũng có tu viện Phật giáo Kyanjin Gompa.
Vườn quốc gia Langtang thu hút rất nhiều du khách. Các hoạt động được các du khách ưa thích là đi bộ đường dài, leo núi và chèo thuyền, bè qua sông hay vùng nước. Năm 2008 giá vé vào Vườn quốc gia này là 1.000 Rupees Nepal cho một du khách nước ngoài.
|  |  |